# Причулимський
Причули́мський (рос. Причулымский) — селище у складі Зирянського району Томської області, Росія. Входить до складу Зирянського сільського поселення.

## Населення
Населення — 696 осіб (2010; 772 у 2002).
Національний склад (станом на 2002 рік):
- росіяни — 93 %